# Jalen Pickett
Jalen Pickett (Rochester, 22 de outubro de 1999) é um jogador norte-americano de basquete profissional que atualmente joga no Denver Nuggets da National Basketball Association (NBA).
Ele jogou basquete universitário pelo Siena College e pela Penn State e foi selecionado pelo Indiana Pacers como a 32º escolha geral no draft da NBA de 2023.

## Carreira no ensino médio
Pickett jogou basquete colegial pelo Aquinas Institute em Rochester, Nova York. Em sua terceira temporada, ele levou seu time ao título da New York State Public High School Athletic Association enquanto foi eleito o MVP. Em seu último ano, Pickett teve médias de 20 pontos e 10 rebotes. Por razões acadêmicas, ele completou um ano de pós-graduação, durante o qual jogou pelo SPIRE Institute em Geneva, Ohio. Pickett teve médias de 14 pontos, 6,3 rebotes, 4,6 assistências e 2,1 roubos de bola. Ele se tornou academicamente elegível para jogar na NCAA. Pickett foi considerado um recruta de três estrelas pela Rivals e recebeu poucas ofertas de programas da Divisão I da NCAA. Ele se comprometeu com Siena College.

## Carreira universitária

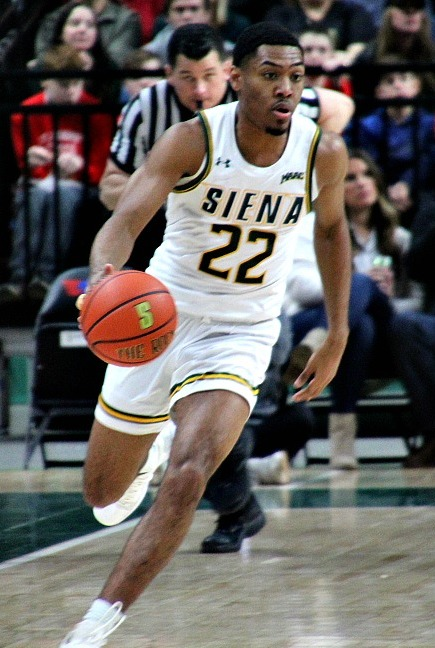
Jalen Pickett com o Siena em 2019

Em 17 de fevereiro de 2019, Pickett, em seu primeiro ano em Siena College, teve 46 pontos e 13 assistências, o recorde da sua carreira, em uma derrota de 107–100 na prorrogação tripla para Quinnipiac. Ele foi nomeado 11 vezes selecionado como o Novato da Semana da Metro Atlantic Athletic Conference (MAAC), um recorde. Como calouro, Pickett teve médias de 15,8 pontos, 4,6 rebotes, 2,1 roubos de bola e 6,7 assistências, o que o classificou em nono lugar nacionalmente. Pickett foi nomeado para a Primeira-Equipe da MAAC e com o Novato do Ano da MAAC. Após a temporada, ele se declarou para o draft da NBA de 2019 e participou do G League Elite Camp, mas finalmente decidiu retornar a Siena.
Em 14 de fevereiro de 2020, ele marcou 27 pontos, o recorde da temporada, em uma vitória de 73-64 sobre Rider. No final da temporada regular de 2019-20, Pickett foi nomeado o Jogador do Ano da MAAC. Ele ajudou o time a vencer o título da temporada regular do MAAC com médias de 15,1 pontos e 6 assistências, liderando a liga, enquanto acertou 37,4% da faixa de três pontos. Em sua terceira temporada, Pickett foi limitado por uma lesão no tendão e várias pausas devido a COVID-19 e teve médias de 12,9 pontos, 6,3 rebotes e 4,8 assistências. Ele foi selecionado para a Primeira-Equipe da MAAC pela terceira temporada consecutiva.
Em 25 de abril de 2021, Pickett anunciou que se transferiria para Penn State. Ele teve médias de 13,3 pontos, 4,3 rebotes, 4,4 assistências e 1,1 roubos de bola. Pickett anunciou que retornaria para sua temporada final de elegibilidade.
Em 14 de fevereiro de 2023, Pickett marcou 41 pontos, o recorde de sua carreira, em uma vitória de 93-81 sobre Illinois, tornando-se o primeiro artilheiro de 40 pontos de Penn State desde 1961. Ele também se tornou o quarto jogador de Penn State a marcar 2.000 pontos. Pickett seguiu seu desempenho histórico com uma performance de 32 pontos contra Minnesota em 18 de fevereiro de 2023. Seus totais combinados de dois jogos de 73 pontos, 16 assistências e 11 rebotes lhe renderam várias prêmio de Jogador Nacional da Semana. A linha de estatísticas de dois jogos também foi apenas a terceira vez nas últimas 25 temporadas no basquete da Divisão I da NCAA ou na NBA em que um jogador marcou mais de 70 pontos, teve mais de 15 assistências e mais de 10 rebotes com uma precisão de 65% nos arremessos e 90% de taxa de lance livre. Os outros dois jogadores a realizar esse feito foram LeBron James (2017) e Stephen Curry (2022).

## Carreira profissional

### Denver Nuggets / Grand Rapids Gold (2023–Presente)
O Indiana Pacers selecionou Pickett com a 32ª escolha geral no draft da NBA de 2023 e posteriormente negociou seus direitos de draft com o Denver Nuggets. Com a seleção, Pickett e Seth Lundy foram a primeira dupla de companheiros de equipe de Penn State a serem selecionados no mesmo draft da NBA.

## Estatísticas da carreira

### NBA

#### Temporada regular
| Ano     | Equipe | PJ | PT | MPJ | AP   | 3P   | LL   | RT | AS | BR | TO | PPJ |
| ------- | ------ | -- | -- | --- | ---- | ---- | ---- | -- | -- | -- | -- | --- |
| 2023–24 | Denver | 27 | 0  | 4.5 | .429 | .360 | .750 | .5 | .8 | .1 | .0 | 1.6 |

#### Playoffs
| Ano  | Equipe | PJ | PT | MPJ | AP   | 3P   | LL | RT | AS | BR | TO | PPJ |
| ---- | ------ | -- | -- | --- | ---- | ---- | -- | -- | -- | -- | -- | --- |
| 2024 | Denver | 3  | 0  | 3.6 | .667 | .000 | —  | .3 | .3 | .0 | .3 | 1.3 |

### Universidade
| Ano      | Equipe     | PJ  | PT  | MPJ  | AP   | 3P   | LL   | RT  | AS  | BR  | TO  | PPJ  |
| -------- | ---------- | --- | --- | ---- | ---- | ---- | ---- | --- | --- | --- | --- | ---- |
| 2018–19  | Siena      | 33  | 32  | 37.1 | .436 | .348 | .746 | 4.6 | 6.7 | 2.0 | .9  | 15.8 |
| 2019–20  | Siena      | 29  | 28  | 37.0 | .458 | .374 | .689 | 4.6 | 6.0 | 1.0 | 1.1 | 15.1 |
| 2020–21  | Siena      | 14  | 14  | 36.1 | .403 | .359 | .750 | 6.3 | 4.8 | .9  | 1.1 | 12.9 |
| 2021–22  | Penn State | 31  | 31  | 37.2 | .420 | .320 | .746 | 4.3 | 4.4 | 1.1 | .6  | 13.3 |
| 2022–23  | Penn State | 36  | 36  | 36.5 | .511 | .385 | .774 | 7.3 | 6.7 | .9  | .5  | 17.9 |
| Carreira | Carreira   | 143 | 141 | 36.7 | .445 | .357 | .741 | 5.4 | 5.7 | 1.1 | .8  | 15.0 |

## Links externos
- Biografia do Penn State Nittany Lions
- Biografia do Siena Saints